# گلدمن ساکس

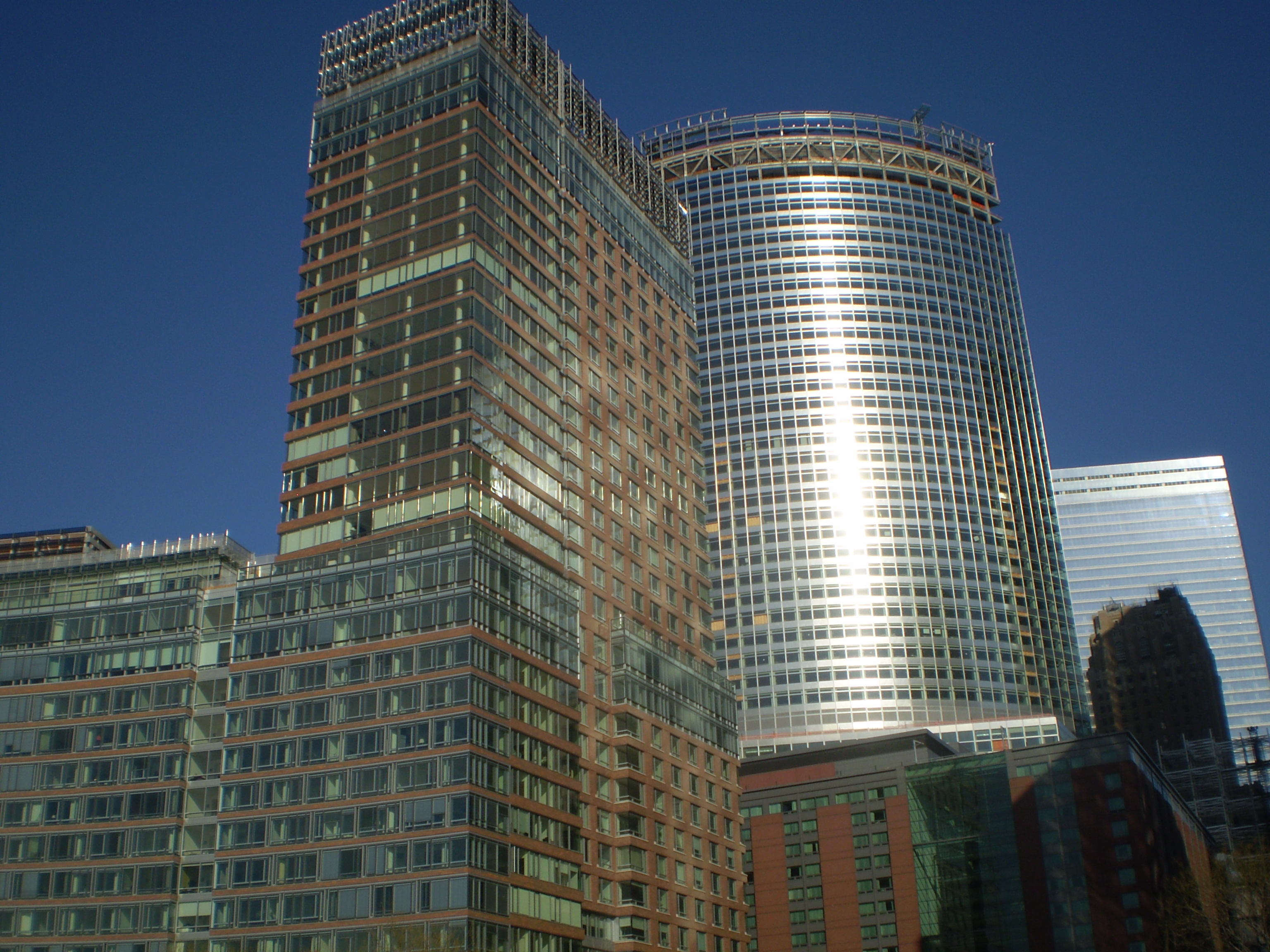
ساختمان ۲۰۰ وست‌استریت دفتر مرکزی گلدمن ساکس در منهتن جنوبی

گلدمن ساکس یا گلدمن سَکس (به انگلیسی: Goldman Sachs) شرکت خدمات مالی و بانکداری چندملیتی آمریکایی است، که بخش عمده فعالیت‌های آن در زمینه ارائه خدمات بانکداری سرمایه‌گذاری، مدیریت دارایی و مدیریت سرمایه‌گذاری، همچنین مبادلات کالا، اوراق بهادار، سهام شرکت‌ها و نیز مدیریت صندوق‌های سرمایه‌گذاری مشترک متمرکز می‌باشد.
شرکت گلدمن ساکس در سال ۱۸۶۹ توسط بانکدار آمریکایی آلمانی‌تبار؛ مارکوس گلدمن، در شهر نیویورک تحت نام گلدمن اند کو. تأسیس شد. در سال ۱۸۸۲ گلدمن، دامادش؛ ساموئل ساکس را در کسب‌وکار خود مشارکت داد و در ۱۸۸۵ در پی ورود پسر مارکوس گلدمن؛ هنری گلدمن، نام شرکت به گلدمن ساکس تغییر پیدا کرد. در حال حاضر دفتر مرکزی این شرکت در ساختمان ۲۰۰ وست‌استریت، در منهتن جنوبی، نیویورک قرار دارد و بخشی از سهام آن در بازار بورس نیویورک معامله می‌شود و جزئی از میانگین صنعتی داو جونز به‌شمار می‌آید. گلدمن ساکس هم‌اکنون (سال مالی ۲۰۱۹) با دارایی خالص ۱٫۸ تریلیون دلار، به‌عنوان بزرگ‌ترین بانک سرمایه‌گذاری جهان شناخته می‌شود.

## تاریخچه

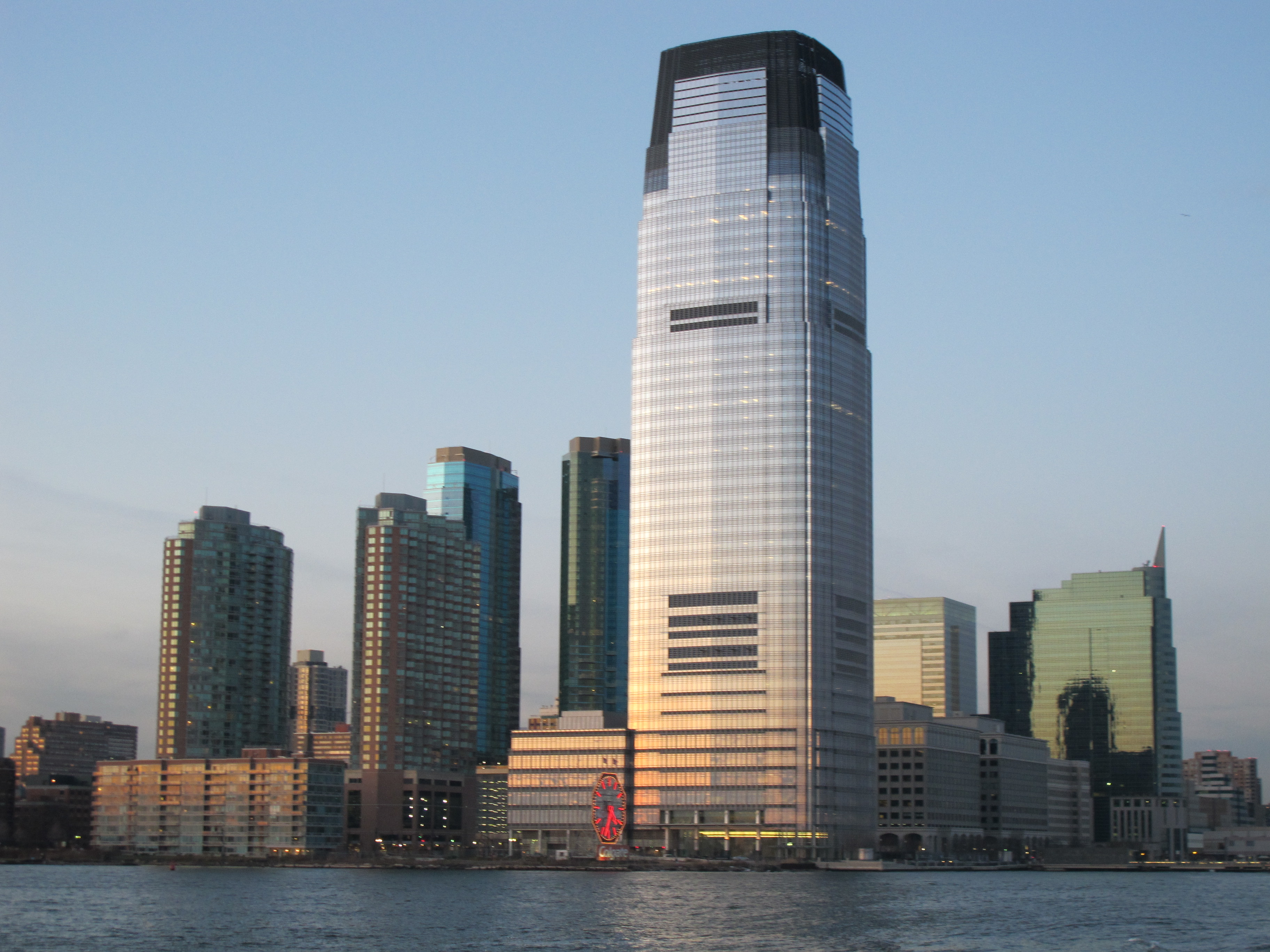
ساختمان اداری گلدمن ساکس، مستقر در منهتن، نیویورک

### ۱۸۶۹ تا ۱۹۳۰
گلدمن ساکس در سال ۱۸۶۹ توسط بانکدار آمریکایی آلمانی‌تبار؛ مارکوس گلدمن تحت عنوان شرکت گلدمن اند کو. تأسیس شد. در ۱۸۸۲ داماد گلدمن؛ ساموئل ساکس به کسب‌وکار وی پیوست. در ۱۸۸۵ گلدمن پسر ارشد خود و لودوینگ دریفوس را نیز وارد این مشارکت نمود، سپس نام شرکت به گلدمن ساکس تغییر پیدا کرد.
در طول یک دهه بعد، این مؤسسه مالی بسیار موفق عمل کرد و توانست نام تجاری گلدمن ساکس را به‌عنوان یک شرکت سرمایه‌گذاری معتبر، ثبت نماید، به‌گونه‌ای که در سال ۱۸۹۶ به‌طور رسمی به بازار بورس نیویورک دعوت شد. در سال‌های نخست قرن بیستم، این شرکت بالاترین رقم را در عرضه اولیه سهام به خود اختصاص داده بود. در دسامبر ۱۹۲۸ شرکت تجاری گلدمن ساکس راه‌اندازی شد، اما در پی سقوط بازار سهام در سال ۱۹۲۹ این بخش نیز همچون سایر موسسات مالی فعال آن دوره، منحل گردید.

### ۱۹۳۰ تا ۱۹۵۰
در سال ۱۹۳۰ سیدنی واینبرگ، مشارکت خود را با گلدمن به‌عنوان شریک ارشد شرکت آغاز نمود و در همان سال نیز مدیر عامل اجرایی و رئیس هیئت مدیره گلدمن ساکس گردید. وی تغییرات ساختاری فراوانی را در سازمان اجرایی این شرکت انجام داد، که یکی از مهم‌ترین اقدامات او، متمرکز کردن گلدمن ساکس بر ارائه خدمات بانکداری سرمایه‌گذاری و فاصله گرفتن از خدمات بانکداری تجاری بود. واینبرگ همچنین بخش تحقیقات سرمایه‌گذاری و اوراق قرضه گلدمن را راه‌اندازی کرد. در مجموع سیدنی واینبرگ در ۳۹ سال رهبری‌اش بر مجموعه گلدمن ساکس، که طولانی‌ترین دوره مدیریت در کلیه شرکت‌های فعال در وال استریت را به خود اختصاص می‌دهد، کمک فراوانی به بازگرداندن شهرت از دست رفته گلدمن ساکس، در دهه‌های ۱۹۳۰ و ۱۹۴۰ میلادی کرد.

### ۱۹۵۰ تا ۱۹۸۰
گاس لوی در دهه ۱۹۵۰ به‌عنوان یک معامله‌گر اوراق بهادار، تحلیل‌گر و کارشناس بورس، وارد شرکت گلدمن ساکس شد. وی در عمل بنیان‌گذار بخش معاملات اوراق بهادار این مؤسسه می‌باشد. بخش عملیاتی گلدمن ساکس همواره از دو قطب جداگانه و کاملاً مستقل از یکدیگر تشکیل شده‌است. بخش نخست شامل بانکداری سرمایه‌گذاری است، که سیدنی واینبرگ اقدام به تأسیس آن نمود و بخش دوم نیز معاملات بورس اوراق بهادار می‌باشد، که گاس لوی مبتکر راه‌اندازی آن در گلدمن سکس بود.
در دهه‌های ۱۹۵۰ و ۱۹۶۰ همواره این دو بخش از شرکت در پی افزایش نفوذ و گسترش فعالیت‌های خود در گلدمن ساکس بودند، ولی با توجه به نفوذ سنگین واینبرگ در این شرکت، بخش بانکداری سرمایه‌گذاری همواره تمرکز اصلی ساکس را به خود اختصاص می‌داد. در سال ۱۹۶۹ در پی بازنشستگی واینبرگ، گاس لوی به‌عنوان شریک ارشد گلدمن ساکس معرفی شد. در طول دهه ۱۹۷۰ این شرکت تحت مدیریت لوی، در شاخه‌های مختلف ارائه خدمات مالی و بانکداری توسعه یافت. در سال ۱۹۷۲ استنلی میلر شریک ارشد گلدمن شد. وی نخستین دفتر بین‌المللی این شرکت را ۲ سال پیش از آن و در ۱۹۷۰ در شهر لندن بنیان نهاده بود. میلر در فاصله سالهای ۱۹۷۲ تا ۱۹۷۴ زیرمجموعه‌های گلدمن ساکس در حوزه‌های مدیریت ثروت و اوراق درآمد ثابت را راه‌اندازی کرد. در ۱۹۷۶ جان واینبرگ (پسر سیدنی واینبرگ) و جان وایتهد، به‌طور مشترک مسئولیت شرکای ارشد گلدمن ساکس را برعهده گرفتند، که یکی از دستاوردهای مدیریت مشترک آن‌ها در اواخر دهه ۱۹۷۰ ایجاد ۱۴ کسب‌وکار جدید برای این شرکت بود.

### ۱۹۸۰ تا ۱۹۹۹
در نوامبر ۱۹۸۲ گلدمن شرکت جی. آرون اند کمپانی را خریداری کرد، که در زمینه تجارت کالا؛ با تمرکز بر مبادله طلا و قهوه فعالیت می‌کرد. سپس این شرکت را ادغام نمود و با دارایی‌های آن، بخش تجارت کالای گلدمن ساکس راه‌اندازی شد. لوید بلنکفین مدیرعامل پیشین و از اعضای فعلی هیئت مدیره این شرکت، در پی ادغام شرکت آرون، به گلدمن ساکس پیوست. در اواسط دهه ۱۹۸۰ با جهانی شدن فرایند خصوصی‌سازی شرکت‌های دولتی، گلدمن ساکس بخش مشاوره خصوصی‌سازی خود را تشکیل داد و هم‌زمان با آغاز فروپاشی اتحاد جماهیر شوروی، فعال‌ترین مؤسسه مالی در اجرای فرایند خصوصی‌سازی شرکت‌های روسی بود.
در سال ۱۹۸۶ بخش مدیریت دارایی این شرکت، فعالیت خود را آغاز کرد، که در سال‌های نخست، وظیفه اصلی آن مدیریت بر صندوق‌های سرمایه‌گذاری در گلدمن سکس بود. این شرکت در همین سال، عهده‌دار فروش اولیه سهام شرکت مایکروسافت در بازار بورس نیویورک گردید. در این دوره همچنین به‌عنوان مشاور و کارگزار بورس، بخشی از سهام جنرال موتورز را در بازارهای بورس لندن و بورس توکیو عرضه کرد. گلدمن سکس در اواخر دهه ۱۹۸۰ نخستین شرکتی بود، که به‌طور عمومی اقدام به عرضه اوراق قرضه نمود. در اوایل دهه ۱۹۹۰ با گسترش شبکه خدمات بانکی، بخش بانکداری گلدمن ساکس در فهرست ۱۰ بانک بزرگ ایالات متحده قرار گرفت. رابرت رابین در سال ۱۹۹۰ به‌عنوان مدیرعامل و رئیس هیئت مدیره این شرکت منصوب شد.
در سال ۱۹۹۲ استفان فریدمن جایگزین رابین شد و برای مدت بیش از ۲ سال، تا ۱۹۹۴ در این جایگاه فعالیت کرد. در دوره رهبری رابین و فریدمن بر این مؤسسه، تمرکز اصلی آن‌ها بر جهانی کردن فعالیت‌های گلدمن ساکس بود. این شرکت همچنین در این دوره، به‌عنوان نخستین شرکت آمریکایی، اقدام به ارائه اوراق بهادار در سطح بین‌المللی نمود. در سال ۱۹۹۴ نمایندگی گلدمن ساکس چین در شهر پکن آغاز به‌کار کرد، همچنین در این سال جان کورزین به عنوان مدیرعامل شرکت انتخاب شد. در سال ۱۹۹۶ گلدمن سکس، مشاور شرکت یاهو! در فرایند فروش اولیه سهام آن بود و همین وظیفه را نیز در سال ۱۹۹۸ برای شرکت مخابرات ژاپنی ان‌تی‌تی دوکومو برعهده داشت. در اواخر دهه ۱۹۹۰ میلادی و از سال ۱۹۹۹ هنری پالسون مدیریت گلدمن را برعهده گرفت.

### ۱۹۹۹ تا کنون
یکی از بزرگ‌ترین رویدادها در تاریخ فعالیت گلدمن سکس، فروش اولیه سهام آن در سال ۱۹۹۹ بود. این بحث برای چندین دهه میان شرکای تجاری این شرکت مطرح بود و در نهایت مدیران گلدمن ساکس تصمیم گرفتند، که بخش کوچکی از سهام آن را، به صورت عمومی عرضه نمایند و امروزه همچنان ۴۸٪ از سهام این شرکت به صورت مشارکت شناور نگه‌داشته شده‌است. ۲۲٪ از سهام آن نیز در اختیار کارکنان غیر شریک، ۱۸٪ متعلق به شرکای بازنشسته و دو سرمایه‌گذار دراز مدت؛ بانک سومیتومو و شرکت سرمایه‌گذاری کامیهاما می‌باشد. در مجموع در حدود ۱۲٪ از سهام گلدمن ساکس در ۱۹۹۹ به صورت عمومی واگذار گردید، در پی آن هنری پالسون از سوی هیئت مدیره شرکت، به‌عنوان رئیس هیئت مدیره و مدیر عامل اجرایی انتخاب شد.
در سال ۲۰۰۰ مؤسسه گلدمن ساکس اقدام به خریداری یکی از بزرگ‌ترین شرکت‌های تخصصی بازار بورس نیویورک بنام اسپیر لیدز اند کلاگ، به ارزش ۶٫۳ میلیارد دلار نمود، که در ازای پرداخت بدهی‌هایش به دولت چین واگذار شده بود. این نخستین عرضه الکترونیکی سهام یک شرکت در بانک جهانی به‌شمار می‌آید. در ماه مه سال ۲۰۰۶ پالسون به‌عنوان وزیر خزانه‌داری ایالات متحده آمریکا منصوب شد و در پی خروج پالسون، لوید بلنکفین از سوی هیئت مدیره این شرکت، به مدیرعاملی گلدمن ساکس منصوب گردید. وی هم‌اکنون به‌عنوان یکی از اعضای اصلی هیئت مدیره گلدمن سکس فعالیت می‌کند. هم‌اکنون دیوید سالامون مدیریت عامل گلدمن سکس را برعهده دارد.

## برکشایر هاتاوی
در ۲۳ سپتامبر ۲۰۰۸ وارن بافت؛ مالک اکثریت سهام و نیز مدیرعامل شرکت برکشایر هاتاوی، قرارداد سرمایه‌گذاری ۵ میلیارد دلاری را در گلدمن ساکس امضا کرد، همچنین اقدام به خریداری ۵ میلیارد دلار از سهام عادی این شرکت، برای یک دوره ۵ ساله نمود.

## دارایی‌های مشکل‌دار
در ماه اکتبر ۲۰۰۸ وزارت خزانه‌داری ایالات متحده آمریکا در ازای دریافت سهام ممتاز گلدمن ساکس، موافقت نمود معادل ۱۰ میلیارد دلار، در طرحی بنام برنامه کمک به دارایی‌های مشکل‌دار، در این شرکت سرمایه‌گذاری نماید.

## مدیریت ارشد

### مدیرعامل
در طول دوران حیات گلدمن ساکس، ۱۱ مدیرعامل هدایت شرکت را بر عهده داشته‌اند. نخستین و دومین مدیرعامل، در واقع مؤسسان کمپانی؛ مارکوس گلدمن و ساموئل ساکس بودند و آخرین مدیر نیز لوید بلنکفین می‌باشد، که از سال ۲۰۰۶ تاکنون، سکان رهبری گلدمن ساکس را در دست دارد. نکته مشترک منحصربه‌فرد در این ۱۱ مدیر، این است که تمامی آن‌ها همزمان مدیر عامل اجرایی و رئیس هیئت مدیره گلدمن ساکس بوده‌اند.
| نام            | سال آغاز | سال پایان |
| -------------- | -------- | --------- |
| مارکوس گلدمن   | ۱۸۶۹     | ۱۸۹۴      |
| ساموئل ساکس    | ۱۸۹۴     | ۱۹۲۸      |
| سیدنی واینبرگ  | ۱۹۳۰     | ۱۹۶۹      |
| گاس لوی        | ۱۹۶۹     | ۱۹۷۶      |
| جان سی. وایتهد | ۱۹۷۶     | ۱۹۸۵      |
| جان واینبرگ    | ۱۹۸۵     | ۱۹۹۰      |
| رابرت رابین    | ۱۹۹۰     | ۱۹۹۲      |
| استفان فریدمن  | ۱۹۹۲     | ۱۹۹۴      |
| جان کورزین     | ۱۹۹۴     | ۱۹۹۸      |
| هنری پالسون    | ۱۹۹۸     | ۲۰۰۶      |
| لوید بلنکفین   | ۲۰۰۶     | ۲۰۱۸      |
| دیوید سالامون  | ۲۰۱۸     | تاکنون    |

### هیئت مدیره
فهرست اعضای هیئت مدیره شرکت گلدمن ساکس:
| نام            | ملیت                | جایگاه                          | از سال | حقوق     | طرح‌های تشویقی | متفرقه     | مجموع       | شمار سهم | ارزش سهام   |
| -------------- | ------------------- | ------------------------------- | ------ | -------- | ------------- | ---------- | ----------- | -------- | ----------- |
| لوید بلنکفین   | ایالات متحده آمریکا | رئیس هیئت مدیره                 | ۲۰۰۶   | $۶۰۰٬۰۰۰ | –             | $۲۳۵٬۹۴۳   | $۱٬۱۱۳٬۷۷۱  | $۸۳۷٬۱۲۷ | $۶۳٬۲۱۵٬۴۲۲ |
| دیوید واینیر   | ایالات متحده آمریکا | مدیر امور مالی                  | ۱۹۹۹   | $۶۰۰٬۰۰۰ | –             | $۲۲۲٬۴۹۲   | $۱٬۱۰۰٬۳۲۰  | ۵۰۶٬۴۴۵  | $۳۴٬۹۴۲٬۹۰۳ |
| گری کوهن       | ایالات متحده آمریکا | مدیر عملیات                     | ۲۰۰۶   | $۶۰۰٬۰۰۰ | –             | $۱۶۳٬۸۴۱   | $۳٬۶۶۱٬۷۲۹  | $۸۲۸٬۲۵۹ | $۶۱٬۰۳۳٬۱۰۰ |
| جان واینبرگ    | ایالات متحده آمریکا | نایب رئیس هیئت مدیره            | ۲۰۰۶   | $۶۰۰٬۰۰۰ | –             | $۷۹٬۷۳۶    | $۲۶٬۰۰۲٬۸۹۶ | $۴۳۰٬۹۰۵ | $۳۰٬۶۲۴٬۸۰۶ |
| مایکل ایوانز   | کانادا              | مدیرعامل گلدمن ساکس آسیا        | ۲۰۰۸   | $۶۰۰٬۰۰۰ | –             | $۲٬۲۵۰٬۸۵۰ | $۵٬۳۰۸٬۷۳۵  | –        | –           |
| مایکل شروود    | بریتانیا            | رئیس هیئت مدیره گلدمن آسیا      | ۲۰۰۸   | –        | –             | –          | –           | –        | –           |
| الن کوهن       | ایالات متحده آمریکا | مدیر امور بین‌الملل              | ۲۰۰۴   | –        | –             | –          | –           | –        | –           |
| گریگوری پالم   | ایالات متحده آمریکا | مدیر امور حقوقی                 | ۱۹۹۹   | –        | –             | –          | –           | –        | –           |
| جان راجرز      | ایالات متحده آمریکا | دبیر هیئت مدیره                 | ۲۰۰۱   | –        | –             | –          | –           | –        | –           |
| ادیث کوپر      | ایالات متحده آمریکا | مدیر منابع انسانی               | ۲۰۰۸   | –        | –             | –          | –           | –        | –           |
| ام. مایکل برنز | ایالات متحده آمریکا | مدیر اجرایی                     | ۲۰۱۱   | –        | –             | –          | –           | –        | –           |
| کلائس دالبک    | سوئد                | مدیر اجرایی                     | ۲۰۰۳   | –        | –             | –          | –           | –        | –           |
| استفان فریدمن  | ایالات متحده آمریکا | مدیر اجرایی                     | ۲۰۰۵   | –        | –             | –          | –           | –        | –           |
| بیل جرج        | ایالات متحده آمریکا | مدیر اجرایی                     | ۲۰۰۲   | –        | –             | –          | –           | –        | –           |
| جیمز جانسون    | ایالات متحده آمریکا | مدیر اجرایی                     | ۱۹۹۹   | –        | –             | –          | –           | –        | –           |
| لاکشمی میتال   | هند                 | مدیر اجرایی و مالک آرسلور میتال | ۲۰۰۸   | –        | –             | –          | –           | –        | –           |
| جیمز شیرو      | ایالات متحده آمریکا | مدیر اجرایی                     | ۲۰۰۹   | –        | –             | –          | –           | –        | –           |
| دبورا اسپار    |                     | مدیر اجرایی                     | ۲۰۱۱   | –        | –             | –          | –           | –        | –           |

## پیش‌بینی‌ها
گلدمن ساکس در سال ۲۰۰۵ میلادی پیش‌بینی نمود، که ۴ کشور چین، هند، روسیه و برزیل تا سال ۲۰۱۰ در مسیر توسعه اقتصادی قرار گرفته و دارای بالاترین نرخ رشد اقتصادی خواهند بود، که با گذشت زمان و به واقعیت پیوستن بخش عمده‌ای از پیش‌بینی‌های این مؤسسه، اعتبار بیشتری در میان تحلیل‌گران اقتصادی پیدا نمود. براساس نتایج مطالعات گلدمن ساکس در سال ۲۰۰۷ که علاوه بر آمارهای اقتصادی مبتنی بر سال مالی ۲۰۰۶ محور شاخص‌های محیطی رشد ثبات و شرایط اقتصاد کلان، سرمایه انسانی، شرایط سیاسی، تکنولوژی و نوآوری به‌دست آمده، ۱۱ کشور می‌توانند بین سال‌های ۲۰۱۵ تا ۲۰۲۵ میلادی، دارای بیشترین نرخ رشد اقتصادی بوده و نگاه سرمایه‌گذاران را به خود معطوف دارند. این کشورها عبارتند از: ایران، کره جنوبی، مکزیک، اندونزی، ترکیه، ویتنام، پاکستان، مصر، فیلیپین، نیجریه و بنگلادش.